# Iglesia de creyentes
La iglesia de creyentes es una doctrina teológica del cristianismo evangélico que enseña que uno se convierte en miembro de la  Iglesia por nuevo nacimiento y profesión de fe. La adhesión a esta doctrina es una característica común de la definición de una iglesia evangélica.

## Historia
Esta doctrina tiene su origen en la Reforma radical dentro del anabaptismo. La Confesión de Schleitheim publicada en 1527 por los hermanos suizos, un grupo de  anabaptistas, de los cuales Michael Sattler, en Schleitheim es una publicación que difunde esta doctrina. En esta confesión, el bautismo del creyente después de una profesión de fe se coloca como un fundamento teológico esencial. En 1644, la Confesión de Fe Bautista de 1644 publicada por las
Iglesias bautistas hará lo mismo. En 1916, la Declaración de verdades fundamentales de las Asambleas de Dios publicada por iglesias pentecostales, también retomará esta doctrina. En la década de 1960, las iglesias del movimiento carismático evangélico también adoptaron esta doctrina. En 1967, la Conferencia de la Iglesia de creyentes (Believers' Church Conference) se estableció en el Seminario Teológico Bautista del Sur en Louisville, em los Estados Unidos, y se llevará a cabo cada 2 o 3 años en un colegio bíblico evangélico diferente.
La adhesión a la doctrina de la iglesia de creyentes es una característica común de la definición de una iglesia evangélica en el sentido específico.

## Doctrina
Una definición ampliamente aceptada de las características es la del historiador estadounidense Donald Durnbaugh, quien resume la doctrina de la Iglesia de creyentes en 7 puntos:
1. Membresía voluntaria. Uno se convierte en miembro de la  Iglesia por nuevo nacimiento y profesión de fe. El bautismo, reservado para los creyentes adolescentes o adultos (bautismo del creyente), es un símbolo de este compromiso.
2. La  Iglesia es una comunidad fraterna de ayuda mutua y edificación.
3. Caridad y el servicio en la iglesia son una expresión de una vida cristiana saludable.
4. El Espíritu Santo y la Biblia son las únicas bases de autoridad en la  Iglesia. Algunas tradiciones religiosas no bíblicas deben ser rechazadas. Los miembros que no respeten la confesión de fe de la Iglesia y no quieran arrepentirse recibirán la excomunión de la comunidad.
5. Voluntad de regresar a los fundamentos de la Iglesia primitiva.
6. Una estructura simple de la  Iglesia.
7. Fe en la  Iglesia como el cuerpo de Cristo.

La doctrina de la iglesia de creyentes no debe confundirse con la iglesia libre, que es un concepto que designa las iglesias separadas de los estados. Ciertas denominaciones cristianas que pueden identificarse en el movimiento de la Iglesia Libre no se adhieren a la doctrina de la Iglesia de creyentes.

## Principales movimientos adherentes
A pesar de los matices en los diversos movimientos evangélicos, existe un conjunto similar de creencias para los movimientos adheridos a la doctrina de la Iglesia de creyentes, siendo las principales Anabautismo, Iglesias bautistas y Pentecostalismo.

## Libros sugeridos
- Barry L. Callen, Radical Christianity: The Believers Church Tradition in Christianity's History and Future, Evangel Publishing House, Kenia, 1999